# Cadasmekar
Cadasmekar is een bestuurslaag in het regentschap Purwakarta van de provincie West-Java, Indonesië. Cadasmekar telt 2908 inwoners (volkstelling 2010).